# Incydent w Oglala
Incydent w Oglala (ang. Oglala Incident) – incydent zbrojny z 26 czerwca 1975 roku w należącym do Siuksów rezerwacie Pine Ridge w stanie Dakota Południowa. Jeden z kulminacyjnych momentów tzw. „rządów terroru” – wojny domowej w rezerwatach Siuksów, podzielonych wokół opinii o radach plemiennych i popierających je władzach Stanów Zjednoczonych oraz wokół stosunku do własnych tradycji, praw traktatowych i wspierających ich obronę członków Ruchu Indian Amerykańskich (ang. American Indian Movement, AIM). Efektem strzelaniny w Oglala była śmierć dwóch agentów FBI i jednego członka AIM oraz zmasowana akcja policyjna w rezerwatach. Dwóch działaczy AIM, oskarżonych o zastrzelenie agentów, zostało później uniewinnionych, a jeden – Leonard Peltier – został skazany (po kontrowersyjnym do dziś procesie) na podwójne dożywocie. Wyrok złagodził prezydent Joe Biden 19 stycznia 2025 roku.

## Historia
Obie strony mającego swą kulminację w połowie lat 70. XX w. konfliktu w indiańskich rezerwatach Dakoty Południowej (który w 1973 roku doprowadził m.in. do okupacji osiedla Wounded Knee w rezerwacie Pine Ridge) oskarżane były przez przeciwników o stosowanie gwałtownych metod działania z pogranicza prawa i służenie „obcym interesom”. Ofiarami pobić i skrytobójczych zabójstw w rezerwatach i ich pobliżu mogło paść wówczas w związku z „rządami terroru” w Pine Ridge nawet kilkaset osób. 
Incydent w Oglala miał miejsce na indiańskim ranczu w pobliżu osiedla Oglala na terenie rezerwatu Pine Ridge. Uczestniczyła w nim kilkunastoosobowa grupa, młodych w większości, mieszkańców znajdującego się tam obozu założonego przez członków AIM, by pomagać skarżącym się na prześladowania tradycyjnym mieszkańcom rezerwatu, i początkowo dwóch agentów FBI (a następnie duża grupa przybyłych im na pomoc agentów i policjantów), którzy służbowymi samochodami wjechali niespodziewanie na teren rancza. Ofiarami strzelaniny na należącym do rodziny Jumping Bull ranchu koło Oglala, której szczegóły pozostają sporne, byli (według władz „po egzekucji z niewielkiej odległości”) dwaj agenci FBI Jack Collier i Ronald Williams oraz mieszkający w obozie (i według samych Indian „broniący go przed nieznanymi napastnikami”) członek AIM Joseph Stuntz. 
Następstwem strzelaniny była największa wówczas w historii Stanów Zjednoczonych obława na jej uczestników, a następnie aresztowanie i oskarżenie o podwójne morderstwo trzech działaczy AIM. Dwóch z nich, Dino Butler i Robert Robideau, zostało później uniewinnionych po uznaniu przez sąd ich prawa do działania w samoobronie. Trzeci z oskarżonych, Leonard Peltier, po ekstradycji z Kanady i kontrowersyjnym do dziś procesie, został skazany na podwójny wyrok dożywotniego więzienia.

## Filmy
Incydent w Oglala to również tytuł filmu dokumentalnego w reżyserii Roberta Redforda z 1980 roku, poświęconego temu wydarzeniu, jego przyczynom i przypuszczalnemu przebiegowi. Film do pewnego stopnia usprawiedliwia indiańskie protesty i broni działaczy AIM (w tym uczestników incydentu), ale opiera się po części na jednostronnych lub zafałszowanych relacjach z wydarzeń (wątek nieistniejącego „Mr. X”, domniemanego zabójcy agentów).
Okoliczności konfliktu w rezerwacie Pine Ridge w wersji sfabularyzowanej przedstawiają także m.in. filmy Nieugięta (ang. Lakota Woman) w reżyserii Franka Piersona (1994) oraz Na rozkaz serca (ang. Thunderheart) w reżyserii Michaela Apteda (1992).